# アイスホッケーオーストラリア代表
アイスホッケーオーストラリア代表（アイスホッケーオーストラリアだいひょう、英語: Australia national ice hockey team）はオーストラリアの男子アイスホッケーナショナルチームである。2008年時点の世界ランキングは33位である。オリンピックへの出場はスコーバレーオリンピック1回だけでその時は、チェコスロバキアに1-18、金メダルを獲得したアメリカに1-12で敗れた。2001年からアイスホッケー世界選手権ではディビジョン2に属しており2007年にはNHLで8年間プレイしたスティーブ・マッケンナをコーチに迎えた。2007年アイスホッケー世界選手権では韓国に敗れ3勝1敗となりディビジョン1に昇格するチャンスを惜しくも逃したが、地元オーストラリアのニューカッスルで行われた2008年アイスホッケー世界選手権のディビジョン2で5連勝を果たしディビジョン1への昇格を決めた。

## 主な試合
|                | 年月日        | 場所                         | 得失点                               |
| -------------- | ------------- | ---------------------------- | ------------------------------------ |
| 国際試合初登場 | 1960年2月20日 | アメリカ合衆国, スコーバレー | オーストラリア 1 チェコスロバキア 18 |
| 最多得点差勝利 | 1987年3月14日 | オーストラリア, パース       | オーストラリア 58 ニュージーランド 0 |
| 最多得点差敗北 | 1993年3月15日 | スロベニア, リュブリャナ     | 香港 1 カザフスタン 23               |

## 世界記録
世界選手権における最多得点差勝利記録を持っている。1987年の大会でニュージーランドとのゲームで58-0で圧勝している。

## オリンピック
- 1920-1956 - 不参加
- 1960 - 9位
- 1964-present - 予選敗退

## 世界選手権
- 1930-1961 - 不参加
- 1962 - 13位 プールB 5位
- 1963-1973 - 不参加
- 1974 - 21位 プールC 7位
- 1975-1978 - 不参加
- 1979 - 26位 プールC 8位
- 1981-1986 - 不参加
- 1987 - 25位 プールD 1位
- 1989 - 24位 プールC 8位
- 1990 - 27位 プールD 2位
- 1991 - 不参加
- 1992 - 15位 プールC 3位
- 1993 - 23位 プールC 7位
- 1994 - 33位 プールC 13位
- 1995 - 36位 プールC 16位
- 1996 - 36位 プールD 8位
- 1997 - 34位 プールD 6位
- 1998 - 34位 プールD 2位
- 1999 - 34位 プールD 3位
- 2000 - 36位 プールD 3位
- 2001 - 33位 ディビジョン2 グループA 3位
- 2002 - 36位 ディビジョン2 グループA 4位
- 2003 - 36位 ディビジョン2 グループA 4位
- 2004 - 33位 ディビジョン2 グループA 3位
- 2005 - 31位 ディビジョン2 グループA 2位
- 2006 - 33位 ディビジョン2 グループB 3位
- 2007年 - 32位 ディビジョン2 グループB 2位
- 2008年 - 30位 ディビジョン2 グループB 優勝
- 2009年 - 27位 ディビジョン1 グループA 6位